# The Jihad
"The Jihad" és el setzè i últim episodi de la primera temporada de la sèrie de televisió animada de ciència-ficció estatunidenca Star Trek. Es va emetre per primera vegada a la programació de l'NBC dissabte al matí el 12 de gener de 1974, i va ser escrit per Stephen Kandel que també va escriure el història anterior "Mudd's Passion" i va treballar en els dos episodis "Mudd" de la sèrie original.
Ambientada al segle XXIII, aquesta sèrie segueix les aventures posteriors de la tripulació de la nau estel·lar de la Federació Enterprise. En aquest episodi, el Capità Kirk (amb la veu de William Shatner) i el seu primer oficial, Spock (amb la veu de Leonard Nimoy), es veuen involucrats en un recerca secreta per recuperar un artefacte robat i evitar que una raça guerrera ataqui la galàxia.

## Argument
En data estel·lar 5683.1, la  nau estel·lar de la Federació Enterprise arriba a l'asteroide Vedala, on el Capità Kirk i el primer oficial Spock han estat convocats per participar en l'última de diverses missions secretes fallides per conèixer un artefacte religiós robat, l'"ànima de l'Skorr", robatori de que podria encendre una guerra santa galàctica.
S'uneix a Kirk i Spock un equip d'especialistes cridats per ajudar a recuperar l'objecte, que s'ha amagat en un planeta molt inestable i perillós. El punt focal de la missió com a part interessada principal és "Tchar", el príncep hereditari dels Skorr. El múscul de l'equip el proporciona "Sord", un rèptil amb gran força. Un insectoide anomenat "EM/3/GREEN" és un pany mestre. L'equip està completat per la caçadora "Lara", un humanoide que és un rastrejador consumat amb un sentit de la direcció impecable.
Kirk i Spock aviat s'assabenten que un membre del grup és un sabotejador. Sembla que Tchar ha robat l'artefacte ell mateix en un esforç per tornar el seu poble a la seva manera de guerrer.
Quan la missió s'ha completat, Tchar es manté captiu com a boig, encara que amb bones perspectives de rehabilitació. El Vedala afirma que eventualment oblidaran que aquests fets van passar mai. Kirk i Spock tornen a l' Enterprise, on sembla que gairebé no ha passat cap moment des que fossin enviats per començar la missió.

## Producció
L'autor de ciència-ficció David Gerrold, que va escriure o coescriure alguns episodis de Star Trek d'imatge real ("El problema dels tribbles") i animació ("More Tribbles, More Troubles", " Bem"), dóna la veu al personatge EM/3/GREEN per a aquest episodi. L'actor James Doohan dóna la veu a Sord i Tchar, a més del seu paper habitual com a Enginyer en cap Scott. Encara que se li dóna el crèdit estàndard de la pantalla al títol principal, Nichelle Nichols (Tt. Uhura) no forma part d'aquest episodi. Com que estava tractant amb les nàusees per l'embaràs, Majel Barrett també estava absent, de manera que Jane Webb de Filmation va intervenir per donar veu a tots els personatges femenins.

## Recepció
Mark A. Altman i Ed Gross van dir que l'episodi "probablement s'assembla a un programa del dissabte al matí, encara que amb la inclinació tradicional de Trek". Van permetre que algunes de les bromes entre Kirk i la caçadora Laura, que coqueteja amb el capità amb un accent de Brooklyn, siguin divertides, i que el combat de gravetat zero és intel·ligent. Van concloure que "The Jihad" va ser una pausa amb èxit de l'episodi típic de Trek.